# Stephen Warnock
Stephen David Warnock (Ormskirk, 12 december 1981) is een Engels betaald voetballer die bij voorkeur in de verdediging speelt. Hij tekende in januari 2013 een tweeëneenhalfjarig contract bij Leeds United AFC. In juni 2008 speelde hij zijn eerste interland in het Engels voetbalelftal.

## Clubcarrière
Warnock doorliep de jeugdopleiding van Liverpool. Voordat hij daarvoor zijn debuut maakte in de hoofdmacht, werd hij uitgeleend aan Bradford City en Coventry City. In 2004 debuteerde hij voor Liverpool in een kwalificatiewedstrijd voor de UEFA Champions League tegen Grazer AK. In de zomer van 2006 vertrok Warnock naar Blackburn Rovers, maar die club verliet hij in 2010 weer in de hoop bij Aston Villa FC onder de aandacht te komen van bondscoach Fabio Capello, met het oog op het WK 2010. Op 31 januari 2013, de laatste dag van de winterse transferperiode, tekende hij een tweeëneenhalfjarig contract bij Leeds United AFC, dat in de Championship uitkomt. Daarmee was Leeds United AFC West Ham United te vlug af.

## Interlandcarrière
Die opzet slaagde, want Capello nam hem als een van zijn 23 spelers mee naar Zuid-Afrika. Warnock kwam er niet in actie. Warnock maakte zijn interlanddebuut op 1 juni 2008 onder Capello in de vriendschappelijke uitwedstrijd tegen Trinidad en Tobago (0-3), net als Dean Ashton, Joe Hart en Phil Jagielka.

## Statistieken
| Seizoen | Club                   | Competitie     | Wedstrijden | Doelpunten |
| ------- | ---------------------- | -------------- | ----------- | ---------- |
| 2002    | Liverpool              | Premier League | 0           | 0          |
| 2002-03 | → Bradford City (huur) | First Division | 12          | 1          |
| 2003-04 | → Coventry City (huur) | First Division | 44          | 3          |
| 2004-05 | Liverpool              | Premier League | 19          | 0          |
| 2005-06 | Liverpool              | Premier League | 20          | 1          |
| 2006-07 | Liverpool              | Premier League | 1           | 0          |
| 2006-07 | Blackburn Rovers       | Premier League | 13          | 1          |
| 2007-08 | Blackburn Rovers       | Premier League | 37          | 1          |
| 2008-09 | Blackburn Rovers       | Premier League | 37          | 3          |
| 2009-10 | Blackburn Rovers       | Premier League | 1           | 0          |
| 2009-10 | Aston Villa FC         | Premier League | 30          | 0          |
| 2010-11 | Aston Villa FC         | Premier League | 20          | 0          |
| 2011-12 | Aston Villa FC         | Premier League | 35          | 2          |
| 2012-13 | Bolton Wanderers       | Championship   | 15          | 0          |
| 2012-13 | Leeds United AFC       | Championship   | 16          | 1          |
| 2013-14 | Leeds United AFC       | Championship   | 27          | 1          |
| 2014-15 | Leeds United AFC       | Championship   | 21          | 1          |
| 2014-15 | Derby County FC        | Championship   | 7           | 0          |
| 2015-16 | Derby County FC        | Championship   | 20          | 0          |
| 2015-16 | Wigan Athletic FC      | EFL League One | 11          | 0          |
| 2016-17 | Wigan Athletic FC      | Championship   | 45          | 0          |
| 2017-18 | Burton Albion FC       | Championship   | 14          | 1          |
| 2017-18 | Bradford City AFC      | EFL League One | 13          | 0          |
| Totaal  | Totaal                 | Totaal         | 458         | 16         |